# Wangen (Nebra)
Wangen ist ein Ortsteil der Stadt Nebra (Unstrut) im Burgenlandkreis in Sachsen-Anhalt.

## Geografie

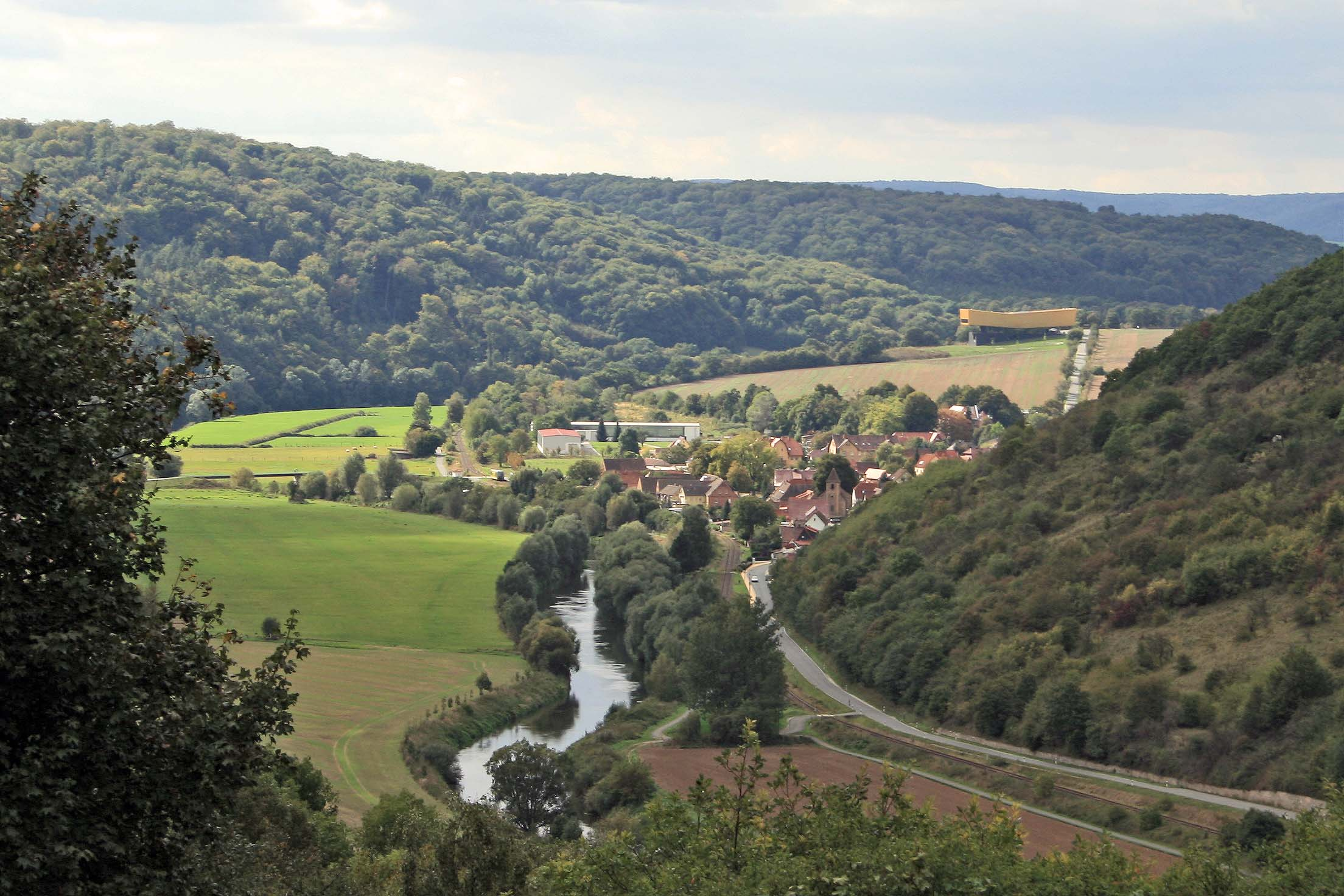
Blick auf Wangen

Die Ortschaft liegt an beiden Ufern der Unstrut an der Verbindungsstraße von Nebra nach Memleben inmitten eines Landschaftsschutzgebietes.

## Geschichte
Wangen ist durch den am 20. Juli 1950 erfolgten Zusammenschluss der bis dahin selbstständigen Gemeinden Groß- und Kleinwangen entstanden.
In einem zwischen 881 und 899 entstandenen Verzeichnis des Zehnten des Klosters Hersfeld wird [Klein-]Wangen als zehntpflichtiger Ort im Friesenfeld erstmals urkundlich erwähnt.
Großwangen war ein Dorf, das schriftsässig nach Birkigt war und wie Kleinwangen zum Amt Freyburg im Thüringer Kreis des Kurfürstentums Sachsen gehörte. 1815 gelangten Klein- und Großwangen an den Kreis Querfurt des neugebildeten Regierungsbezirks Merseburg der preußischen Provinz Sachsen.
Die Gemeinde Wangen entstand am 20. Juli 1950 durch den Zusammenschluss der Gemeinden Großwangen und Kleinwangen. Am 25. Juli 1952 wurde Wangen in den Kreis Nebra des Bezirkes Halle integriert. Am 1. Juli 2009 wurde Wangen nach Nebra eingemeindet. Der letzte Bürgermeister war Frank Otto.
In der zweiten Hälfte der 1950er Jahre wurde ca. 2 km nordwestlich von Wangen ein Fernmeldeturm errichtet. Er blieb bis zum Ende der DDR für die im Umkreis lebenden Bürger ein Geheimnis. Streng bewacht von bewaffneten Angehörigen der Deutschen Volkspolizei und betreten von technischem Personal in Zivilkleidung ließ ein Objekt des Ministeriums für Staatssicherheit vermuten. Es war eine bemannte Relaisstation mit der Kennung 08A2 des Richtfunknetzes der Partei im Bezirk Halle/S. Der Turm sicherte die Verbindungen zwischen dem Petersberg bei Halle/S., den Richtungen Brocken und Erfurt, sowie zu den Kreisdienststellen der SED und zu Sonderobjekten der NVA.

## Gedenkstätten
An der Straße nach Nebra erinnert ein Gedenkstein an einen unbekannten KZ-Häftling aus dem Todesmarsch des KZ Dora-Mittelbau, der hier von SS-Männern ermordet wurde.

## Kultur und Sehenswürdigkeiten

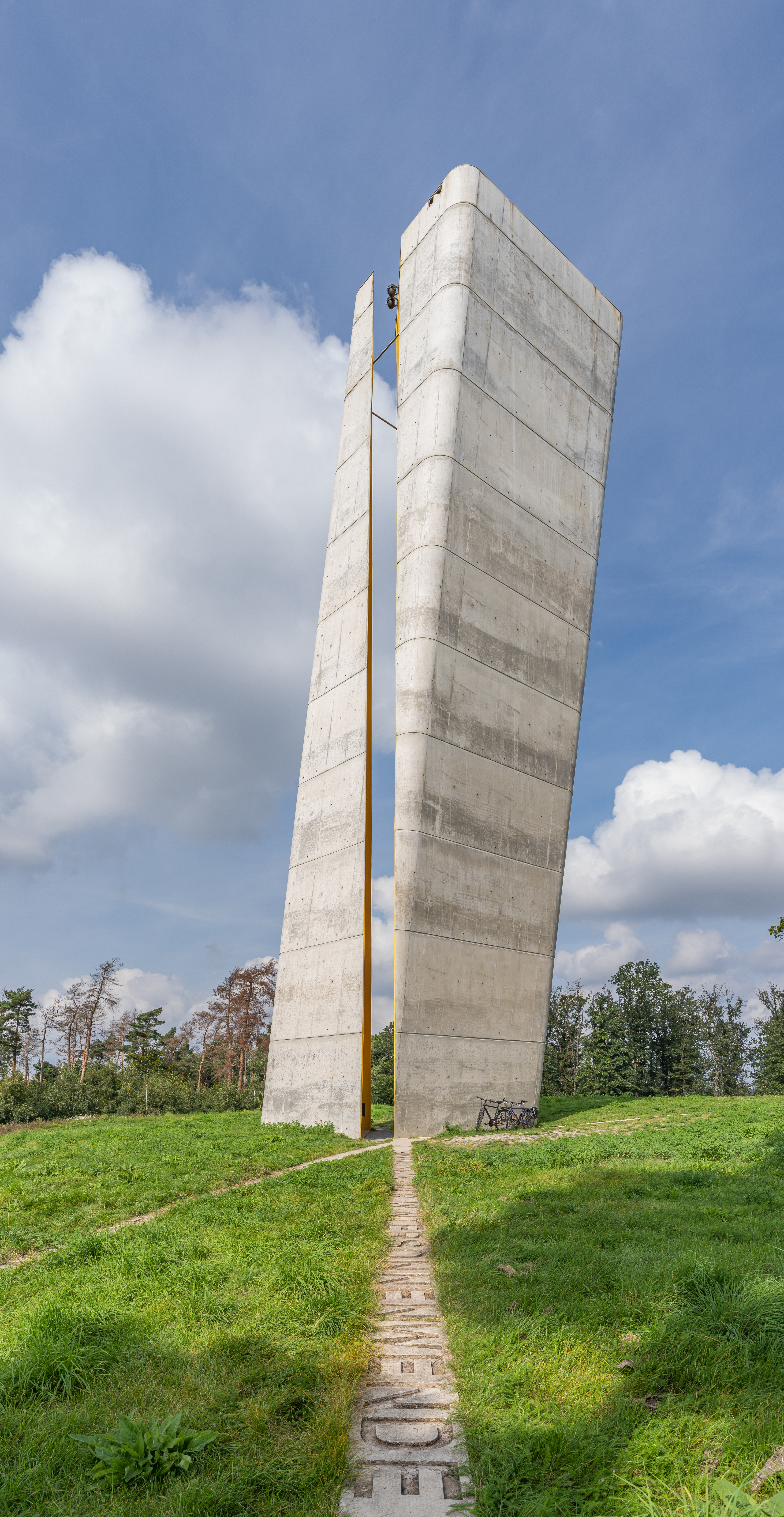
Aussichtsturm an der Fundstelle der Himmelsscheibe

In unmittelbarer Nähe der Ortschaft wurde die Himmelsscheibe von Nebra auf dem Mittelberg gefunden. Am 20. Juni 2007 wurde in der Nähe des Fundortes der Himmelsscheibe bei Nebra das multimediale Besucherzentrum Arche Nebra eröffnet.

## Verkehr
Seit 1889 verläuft die Unstrutbahn Naumburg–Artern entlang des linken Flussufers durch den Ort. Bis zur Einstellung des Reiseverkehrs zwischen Nebra und Artern 2006 gab es jedoch keine Verkehrsstation. Erst am 10. April 2009 wurde ein Haltepunkt zur besseren Erreichbarkeit der Arche Nebra eröffnet, wo seitdem stündlich die Regionalbahn-Linie RB 77 aus Naumburg endet.
Außerdem ist die Unstrut einer der touristisch erschlossenen Flüsse Deutschlands. Wangen liegt am Flusskilometer 36,0. Direkt am Fluss auf der linken Seite verläuft der Unstrutradweg – 5. Etappe. „Flussnah radelt man durch den Wangener Grund, ein landschaftlich reizvolles Tal am Rande des Ziegelrodaer Forstes. Die immer steiler und enger werdenden Hänge lassen nur einen schmalen Spalt für den Durchfluss der Unstrut. Der Durchbruch wird von Buntsandteinfelsen gerahmt.“